# SEED
SEED는 1999년 2월 한국정보보호진흥원(한국인터넷진흥원의 전신)의 기술진이 개발한 128비트 및 256비트 대칭 키 블록 암호 알고리즘으로, 미국에서 수출되는 웹 브라우저 보안 수준이 40비트로 제한됨에 따라 128비트 보안을 위해 별도로 개발된 알고리즘이다. 대한민국의 인터넷 뱅킹 및 쇼핑 환경에서 자주 쓰이나, SEED 기반 보안 프로그램은 개발환경에 종속적인 면이 있어 액티브엑스 플러그인으로 배포될 수밖에 없는 경우의 사례에서처럼 공인인증서와 함께 대한민국의 웹 호환성 문제와 관련되어 있었다.
국내 보안업체들은 128 비트 보안을 위한 별도 프로그램을 개발하기 위해 노력했으며, 그렇게 개발된 프로그램이 웹브라우저 플러그인으로 배포되어 국내 인터넷 뱅킹에 사용되기 시작했다.

## 역사
2000년까지 미국 정부는 미국 내에서 사용되는 웹브라우저에서는 128 비트 수준의 보안 접속을 허용했으나, 미국 외로 수출되는 인터넷 익스플로러나 넷스케이프 등의 웹브라우저에서는 40 비트 이상의 보안 접속을 금지했다. 40 비트 수준의 암호화는 1997년 경의 연산능력으로도 3.5시간 만에 깨지는 무용지물이었다.

## 같이 보기
- 대한민국의 웹 호환성 문제
- 오픈웹
- webcrypto